# 412 Елізабета
412 Елізабета (412 Elisabetha) — астероїд головного поясу, відкритий 7 січня 1896 року Максом Вольфом у Гейдельберзі.